# Eduard Krčma
Eduard Krčma (25. dubna 1898 Pardubice – 17. září 1960) byl český fotbalista, obránce a československý reprezentant.

## Život
S fotbalem začínal v klubu SK Pardubický team, z něhož začátkem 20 let přestoupil do SK Pardubice. Patřil do legendární osy týmu Krčma – Ženíšek – Svoboda, která ve dvacátých letech 20. století táhla tento přední východočeský klub. Do národního týmu byl ke svému jedinému oficiálnímu utkání nominován v roce 1926 právě z pardubického SK, jehož barvy hájil až do roku 1934. Na sklonku své kariéry se stal trenérem SK Explosia Semtín, občas plnil roli hrajícího trenéra, stalo se tak dokonce ještě v roce 1943, tedy ve věku 45 let.

Civilním zaměstnáním byl Eduard Krčma úředníkem v bankovním domě Otto Resch, v pozdějších letech byl správcem tenisových kurtů LTC Pardubice.

## Sportovní kariéra
Za československou reprezentaci odehrál 17. ledna 1926 přátelský zápas s Itálií, který skončil prohrou 1–3. Gól nedal, ale debutoval ve stejném utkání jako proslulý brankář František Plánička. Často se objevoval v amatérském výběru, případně ve výběru Východočeské fotbalové župy.